# Eleição municipal de São Paulo em 1957
A eleição municipal da cidade de São Paulo em 1957 foi realizada em 24 de março de daquele ano para eleger o prefeito e o vice-prefeito.
O candidato Ademar de Barros, do PSP, venceu a disputa para prefeito, obtendo 408.766 votos (ou 51,33% dos votos válidos), pouco mais do que 32 mil votos a mais que o segundo colocado, Prestes Maia, do PL, que obteve 376.310 votos (ou 47,25% dos votos válidos). Já no pleito de vice-prefeito, Cantídio Nogueira Sampaio, do PRP, foi o mais votado, elegendo-se com 280.885 votos.
Os eleitos foram empossados em 8 de abril de 1957 para um mandato de quatro anos.

## Resultados

### Prefeito
| Candidato                | Partido/Coligação               | Votos     | Porcentagem |
| ------------------------ | ------------------------------- | --------- | ----------- |
| Ademar de Barros         | PSP                             | 408 766   | 51,33%      |
| Francisco Prestes Maia   | PL / PSB / PTN / UDN / PDC / PR | 376 310   | 47,25%      |
| Oscar Pedroso Horta      | PRT                             | 11 346    | 1,42%       |
| → Total de votos válidos | → Total de votos válidos        | 796.422   | 91,28%      |
| → Votos em branco        | → Votos em branco               | 31 503    |             |
| → Votos nulos            | → Votos nulos                   | 13 937    |             |
| Total de votos           | Total de votos                  | 841 862   | 100%        |
| Eleitorado (Total)       | Eleitorado (Total)              | 1 176 247 |             |
| Fonte:                   |                                 |           |             |

| Partido | Partido | Candidato | Votos   | Votos (%) |
| ------- | ------- | --------- | ------- | --------- |
|         | PSP     | Ademar    | 408 766 | 51,33%    |
|         | PL      | Maia      | 376 310 | 47,25%    |
|         | PRT     | Horta     | 11 346  | 1,42%     |
| Totais  | Totais  | Totais    | 796 422 |           |

### Vice-prefeito
| Candidato                 | Partido/Coligação  | Votos     |
| ------------------------- | ------------------ | --------- |
| Cantídio Nogueira Sampaio | PRP / PSP          | 280 885   |
| André Nunes Júnior        | PL / PTB           | 180 371   |
| Pedro Geraldo Costa       | PDC                | 163 548   |
| Hélio Mota                | UDN                | 66 832    |
| William Salem             | PRT                | 39 947    |
| Ermano Marchetti          | PR                 | 27 888    |
| Votos em branco           | Votos em branco    | 38.352    |
| Votos nulos               | Votos nulos        | 21.039    |
| Total de votos            | Total de votos     | 841.862   |
| Eleitorado (Total)        | Eleitorado (Total) | 1.176.247 |
| Fonte:                    |                    |           |